# Іртиськ
Ірти́ськ (каз. Ертіс) — село, центр Іртиського району Павлодарської області Казахстану. Адміністративний центр та єдиний населений пункт Іртиського сільського округу.
Населення — 8070 осіб (2021; 7772 у 2009, 9395 у 1999, 11062 у 1989).
1979 року смт Іртиськ отримало статус міста, 1993 року Іртиськ втратив його і став селом.

## Відомі мешканці
- Народився Геннадій Бурнашов (1936—2012) — український публіцист, дослідник історії УПА.